# Mord w Lesie Rudzickim
Mord w Lesie Rudzickim – masowa zbrodnia dokonana przez Niemców na Żydach w lesie nieopodal Rudzicy podczas jesieni 1941 roku.

## Historia
Jesienią 1941 roku do lasu leżącego niedaleko Niesłusza i Rudzicy Niemcy sprowadzili blisko 1500 Żydów, pochodzących z gett zbiorczych w Rzgowie i Grodźcu. Ofiary były tam masowo rozstrzeliwane oraz mordowane w ruchomej komorze gazowej (była to przyczepa samochodowa połączona z agregatem). Zbrodni dokonali funkcjonariusze Gestapo, policji porządkowej oraz członkowie SS-Sonderkommando dowodzonego przez Herberta Langego.  Ciała pochowano w trzech masowych grobach przysypanych wapnem. Wiosną 1944 roku Niemcy wrócili na miejsce zbrodni, aby zatrzeć ślady mordu. Pochowanych wydobyto z grobów i spalono, a prochy rozrzucono po okolicy.
7 marca 2011 roku Instytut Pamięci Narodowej, z powodu niewykrycia sprawców przestępstwa, umorzył śledztwo w sprawie mordu w lesie Niesłusz-Rudzica.

## Upamiętnienie
W 1945 roku, w miejscu spalenia zwłok pomordowanych, została usypana mogiła i postawiono drewniany krzyż o wysokości około dwóch metrów. Na przełomie lat 60. i 70., wśród członków powszechnej samoobrony działającej na terenie Kopalni Węgla Brunatnego „Konin”, powstał pomysł zbudowania grobu upamiętniającego zgładzonych Żydów. W 1971 roku rozpoczęto przygotowania do postawienia pomnika. W 1977 roku w lesie nieopodal Rudzicy, dzięki staraniom Wojewódzkiego Obywatelskiego Komitetu Ochrony Miejsc Walk Straceń i Męczeństwa w Koninie, postawiono symboliczny grób oraz umieszczono tablicę pamiątkową. Jednym z inicjatorów powstania grobu był Zygmunt Kowalczykiewicz. W 1988 roku, nieopodal mogiły, Muzeum Okręgowe w Koninie umieściło obelisk z tablicą. W 1998 roku, na miejscu, w którym były palone ciała Żydów, ustawiono kolejny obelisk z pamiątkową tablicą.
W sierpniu 2021 roku miejsce pamięci zostało częściowo zdewastowane przez nieznanych sprawców, zniszczenia naprawiono.